# 日本演出者協会
一般社団法人日本演出者協会（いっぱんしゃだんほうじん にほんえんしゅつしゃきょうかい、Japan Directors Association）とは、1960年に設立された日本における唯一の専門的舞台演出家の協会。演出は単なる職能であり、またプロもアマチュアも参加できるという理念から「演出家協会」ではなく「演出者協会」としている。

## 沿革
- 1960年

演出者の地位向上・相互交流を目的として創立される。初代理事長に村山知義、事務局長に松尾哲次を選出（後に木村光一に交代）。
- 1974年

一時的に休眠状態であったが、再発足総会開かれる。理事長・村山知義、事務局長・西木一夫とし、東京小劇場に事務局を設置。 会報第一号が発行される。日本芸能実演家団体協議会に加盟。
- 1975年

事務局長にふじたあさやが着任。事務局を新劇団協議会（日本劇団協議会の前身）に移転。
- 1977年

村山知義理事長死去に伴い千田是也副理事長が理事長代行となり、後に理事長に就任。合同演劇講座がスタートする。
- 1978年

清里清泉寮にて「夏の演劇大学」がスタートする。千田是也理事長を学長に、毎年夏に清里を中心に六甲山、仙台などで開催される。
- 1982年

関西支部発足。
- 1986年

友好訪中団を組織、香港・広州・上海・北京を訪問。
- 1988年

はじめての選挙による役員選出。
- 1991年

東京芸術劇場にて、「日韓演劇人会議」が開催される。
- 1994年

シアターΧにて、「94年春・演出家の集い」を開催。
- 1995年

千田是也の死去に伴い、ふじたあさやを第三代理事長に選出。
- 1997年

戌井市郎を第四代理事長に選出。事務局長に和田喜夫が着任。「演劇大学 in 飯田」を開催。これを契機に毎年各地での開催を始める。
- 1999年

「国際演劇交流セミナー」がカナダ特集を第一回として開始。
- 2001年

瓜生正美を第五代理事長に選出。「若手演出家コンクール」が開始。
- 2003年

福田善之を第六代理事長に選出。
- 2005年

協会事務所を芸能花伝舎に移転。
- 2007年

和田喜夫を第七代理事長に選出。事務局長に大西一郎が着任。
- 2009年

「第1回日韓演劇フェスティバル」開催。
- 2011年

本多劇場にて、「日本演出者協会発足 50周年記念の集い」を開催。
- 2017年

流山児祥を第八代理事長に選出。事務局長に和田喜夫が着任。
- 2018年

「日本の近代戯曲研修セミナー」を「日本の戯曲研修セミナー」へ新事業化する。
- 2020年

社会と知的障がい者施設を演劇でつなぎ 地域のプラットフォームをつくる事業『楽しくつながるプロジェクト』開始
- 2023年 シライケイタを第九代理事長に選出。

## 目的
- 日本の専門的演出家の社会的・経済的・芸術的地位の確立、芸術的能力の向上の為、研究・相互援助を図ることを通じて、日本演劇の発展に貢献する。
- 事業演出家の諸権利を守り、相互に研修を重ね、親睦を図るための事業として、会報の発行、各種研究会ゼミナール、国際会議などを開催。
- 地域での演劇振興や新人育成に寄与すべく、日本各地で「演劇大学」「演出家養成セミナー」「国際演劇交流セミナー」「若手演出家コンクール」を開講。
- 海外より留学生の受け入れ、海外文化派遣団体の窓口としての活動。

## 主な事業内容
- 演劇大学、演出家・俳優養成セミナー

新しい時代を担う全国各地の若手演出家の養成のためのプログラムとして、2001年より年に9回程度開催。第一線で活躍する演出家、海外の演出家を招聘し、短期集中的にセミナーやワークショップを開催。
- 国際演劇交流セミナー

韓国・中国の演劇人との交流、さらには東アジアの国々との演劇交流を重ねてきており1999年からは文化庁による本格助成のもと、「国際演劇交流セミナー」を通年で開催。
- 日韓関連事業

日韓両国での共催形式で、それぞれの作品を上演するフェスティバル。「日韓演劇人会議」、隔年開催の両国でのシンポジウムや演劇の紹介交流をよりいっそう具体化。
- 若手演出家コンクール

後述の項目で説明。
- 日本の戯曲研修セミナー

リーディング作品を上演する目的だけではなく、作品・作家の研究・実際上演する上での問題点の考察等を議論する。観世栄夫の遺志を協会が受け継いで、2010年1月より開催。
- 協会誌『D』の発行

- 発刊事業

## 若手演出家コンクール
文化庁の委託事業「次代の文化を創造する新進芸術家育成事業」 の一環として開催。自分を若手（新人）と思う演出者であれば、参加が可能。
最優秀演出家賞に選出された者は、記念公演を上演出来る。最終公開審査では、観客投票による観客賞の選考もある。
応募は今までに演出した一作品のみとなり、一作品公演の映像資料を3点と、提出映像作品の上演台本・映像資料のチラシやパンフレット等を添付した上で応募が可能。ただし、最終審査期間に参加可能であることが条件となる。

## 役員一覧
- 理事長 - シライケイタ
- 副理事長 - 小林七緒、日澤雄介
- 常務理事 - 秋葉舞滝子、鵜山仁、EMMA（豊永純子）、鹿目由紀、田中孝弥、宮田慶子
- 理事 - 大西一郎、柏木俊彦、川口典成、鴻上尚史、坂手洋二、佐藤茂紀、ふじたあさや、森田あや、流山児祥、わかぎゑふ、渡辺えり、和田喜夫
- 理事・事務局長 - 和田喜夫
- 理事・副事務局長 - 柏木俊彦、秋葉舞滝子
- 監事 - 外波山文明、福田悦雄
- 評議員 - 貝山武久、栗山民也、福田善之

## 歴代理事長
- 村山知義（1960年 - 1977年）
- 千田是也（1977年 - 1993年）
- ふじたあさや（1993年 - 1997年）
- 戌井市郎（1997年 - 2001年）
- 瓜生正美（2001年 - 2003年）
- 福田善之（2003年 - 2007年）
- 和田喜夫（2007年 - 2017年 ）
- 流山児祥（2017年 - 2023年 ）
- シライケイタ（2023年 -  ）